# Коин Македонски
Коин (грч. Κοινος) - митски македонски краљ из династије Аргеада, који је владао у 8. веку  п. н. е.
Према Јевсевију Цезарејском, Коин, син оснивача македонског царства Карана, владао је 28 година.  Са високим степеном самопоуздања, Кен се не сматра историјским ликом, али се појавио као веза у породичном стаблу Аргеада тек у 4. веку п. н. е. Грчки писац 3. века. п. н. е. Сатир спомиње Коиа као Карановог наследника.